# Tratado de Mapasingue
El tratado de Mapasingue o Tratado Franco-Castilla fue un tratado de límites entre Ecuador y Perú, firmado por los representantes del presidente peruano Ramón Castilla y el autoproclamado jefe supremo ecuatoriano Guillermo Franco Herrera; Manuel Morales y Nicolás Estrada respectivamente. Puso fin a la ocupación peruana a Guayaquil, en lo que la historiografía peruana considera como la guerra peruano-ecuatoriana de 1858-1860.
Castilla había iniciado una invasión al Ecuador con el fin de obligar a ese país a desistir de su intención de adjudicar tierras en disputa en la Amazonía a los acreedores ingleses de la Independencia. Pero en 1859, se conformaron cuatro gobiernos en Ecuador: uno en Quito, al frente de Gabriel García Moreno, otro en Guayaquil, con Guillermo Franco Herrera, uno en Cuenca y otro, de naturaleza federal en Loja.
Castilla al ver que no existirían avances en las negociaciones con Gabriel García Moreno, inició diálogos con Guillermo Franco Herrera entrevistándose ambos en primera instancia en el vapor peruano Tumbes. Después de varios acuerdos, un ejército peruano conformado por 5000 hombres desembarcó en territorio ecuatoriano y se prestó a tomar las haciendas de Mapasingue, Tornero y Buijo el 8 de noviembre de 1859. Finalmente, los representantes de Castilla y Franco firmaron el Tratado de Mapasingue, el 25 de enero de 1860.
El tratado se basó en una interpretación de la real cédula de 1802, que separó la jurisdicción de los territorios orientales de la Presidencia de Quito y la subordinó al Virreinato del Perú. Con esa base, el tratado reconocía la soberanía peruana sobre las tierras que Ecuador pretendía ceder. Tras la firma, Castilla regresó a su país, pero la guerra civil en Ecuador continuó. Con el apoyo del expresidente y héroe de la Independencia general Juan José Flores, el gobierno de Quito, presidido por Gabriel García Moreno derrotó a Franco, y entró en Guayaquil el 26 de septiembre de 1860. Inmediatamente, se desconoció el tratado, pues había sido firmado por un usurpador que no ejercía el gobierno nacional, sino solamente una dictadura local en Guayaquil. 
En Perú, el Congreso peruano no reconoció el tratado en 1863, por las mismas razones, por lo que nunca entró en vigencia.